# 국궁신문
국궁신문은 1998년 개설된 인터넷 사이트 사이버 국궁장(start1234.com)에서 시작된 우리 민족의 전통 무예인 전통 활쏘기를 전문적으로 다루는 웹진 형식의 인터넷 신문이다. 2000년 3월에는 '디지털 국궁신문(www.archerynews.com)'이라는 제호로 공식 창간되었다.
국궁신문은 무료로 제공되는 인터넷 전용 신문으로, 주요 섹션은 포럼, 역사, 문화, 사법, 탐방, 대회, 활터, 세계, 학술 등으로 구성되어 있다. 이를 통해 다양한 자료와 소식을 소개하며, 각종 세미나 소식 등의 정보를 공유한다. 신문 업데이트 주기는 수시로 이루어지며, 독자들에게 최신 정보를 제공하기 위해 노력하고 있다.
국궁신문은 전통 활쏘기의 보급과 발전을 위해 다양한 활동을 전개해 왔다. 특히, 전통 무예의 현대적 해석과 보존을 위해 학술 연구 및 문화 행사 등을 주최하며, 국내외 전통 활쏘기 관련 단체와의 교류를 통해 한국 전통 무예의 우수성을 알리고 있다.
또한, 국궁신문은 디지털 시대에 발맞춰 다양한 멀티미디어 콘텐츠를 제공하며, 독자들과의 소통을 강화하고 있다. 이를 통해 전통 활쏘기에 대한 대중의 관심을 높이고, 전통 문화의 가치를 재발견하는 데 기여하고 있다.